# Kurt Reichenberger
Kurt Reichenberger (Düsseldorf, 21 de febrero de 1922 - † Kassel, 20 de febrero de 2008) fue un hispanista y filólogo alemán.

## Biografía
Tras la Segunda Guerra Mundial, Reichenberger estudió Filología románica en la Universidad de Bonn. Se doctoró en Bonn en 1953 con Ernst Robert Curtius y Heinrich Lausberg con una tesis sobre la “Consolatio philosophiae” de Boecio. Inicialmente trabajó como asistente de investigación y luego se formó como bibliotecario. Como bibliotecario, se convirtió en director de un departamento del Tribunal Federal del Trabajo y, al mismo tiempo, terminó su habilitación en lingüística sobre el sistema de diminutivos y aumentativos en las lenguas romances. Fue profesor durante mucho tiempo en la Universidad de Wurzburgo.

## Obras
Reichenberger publicó numerosas obras y trabajó activamente como editor, especialmente en literatura del Siglo de Oro español. Junto con su esposa Roswitha Reichenberger fundó la editorial Edition Reichenberger. Fue, entre otras cosas, editor del Bibliographischen Handbuchs der Calderón-Forschung (Manual Bibliográfico de Investigaciones sobre Calderón). 
En 2008 fue condecorado con la Orden Civil de Alfonso X el Sabio. 